# Gamvikfjord
Gamvikfjorden is een fjord bij Gamvik op het eiland Sørøya in de gemeente Hammerfest in de Noorse fylke Finnmark.

## Bron
- Het grote ANWB Wegenboek Nederland Europa, ISBN 978 90 18 03022 3